# Великая Андроновка
Великая Андроновка (укр. Велика Андронівка) — село в Скадовской городской общине Скадовского района Херсонской области Украины.
Почтовый индекс — 75730. Телефонный код — 5537. Код КОАТУУ — 6524785002.

## Население
Население по переписи 2001 года составляло 171 человек.

### Языковой состав
Родной язык населения по данным переписи 2001 года:
| Язык       | Численность, чел. | Доля     |
| ---------- | ----------------- | -------- |
| Украинский | 161               | 94,15 %  |
| Армянский  | 10                | 5,85 %   |
| Итого      | 171               | 100,00 % |

## Местный совет
75730, Херсонская обл., Скадовский р-н, с. Широкое, ул. Ладичука, 29